# Doxocopa agathina
Doxocopa agathina ist ein Schmetterling (Tagfalter) aus der Familie der Edelfalter (Nymphalidae).

## Merkmale
Die Flügelspannweite der Falter beträgt etwa 50 Millimeter. Die Art zeichnet sich durch einen starken Sexualdimorphismus aus. Bei den Männchen ist die Flügeloberseite außer einigen kleinen weißen und gelben Flecken nahe am Apex großflächig blau irisierend, bei den Weibchen hingegen bräunlich und mit sehr breiten orangegelben Längsstreifen versehen, die in abgeschwächter Form auf die Flügelunterseite durchscheinen. Die Flügelunterseite  bei den Männchen ist graubraun marmoriert. Auffällig ist der grüne Saugrüssel.

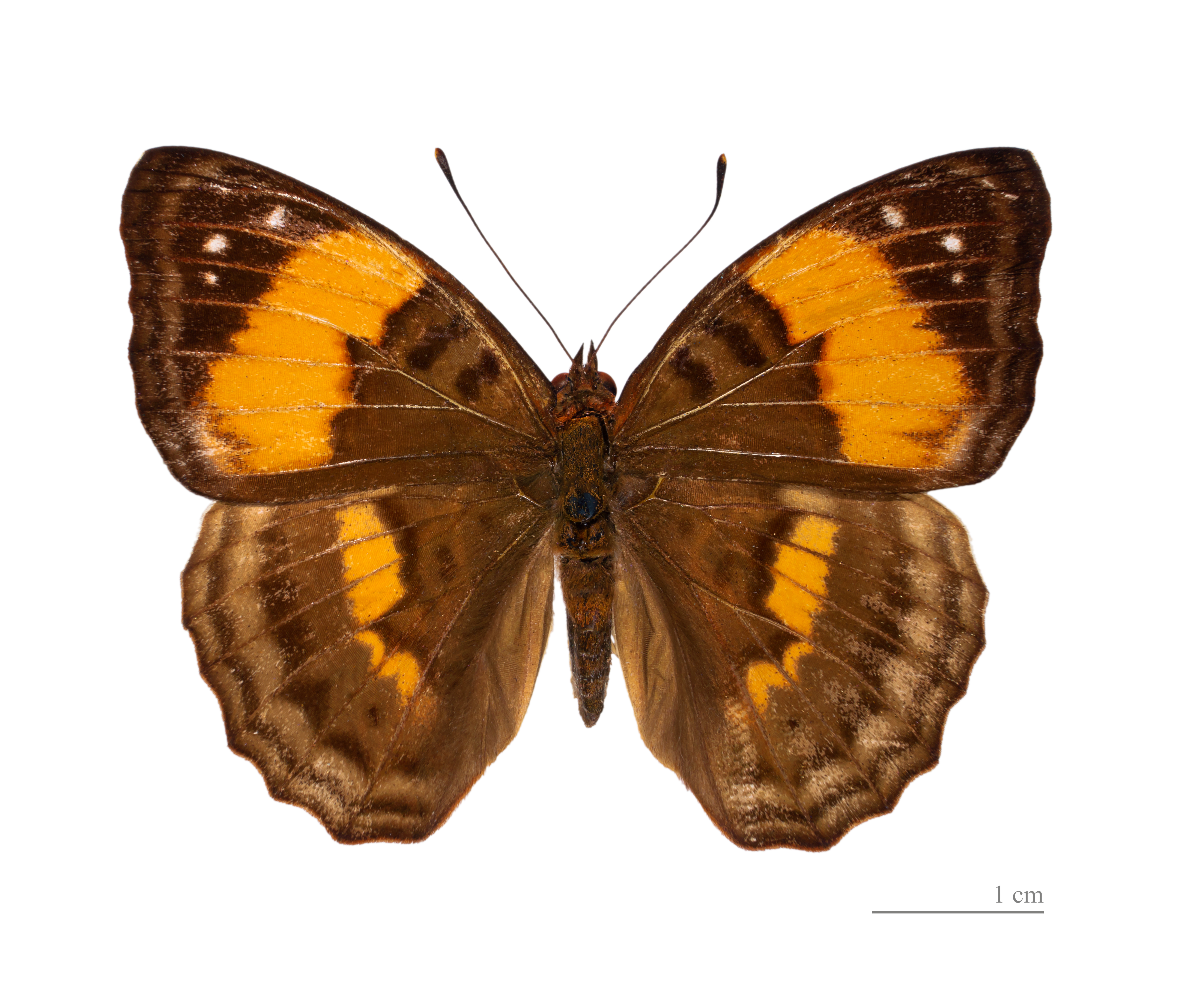
Oberseite Weibchen
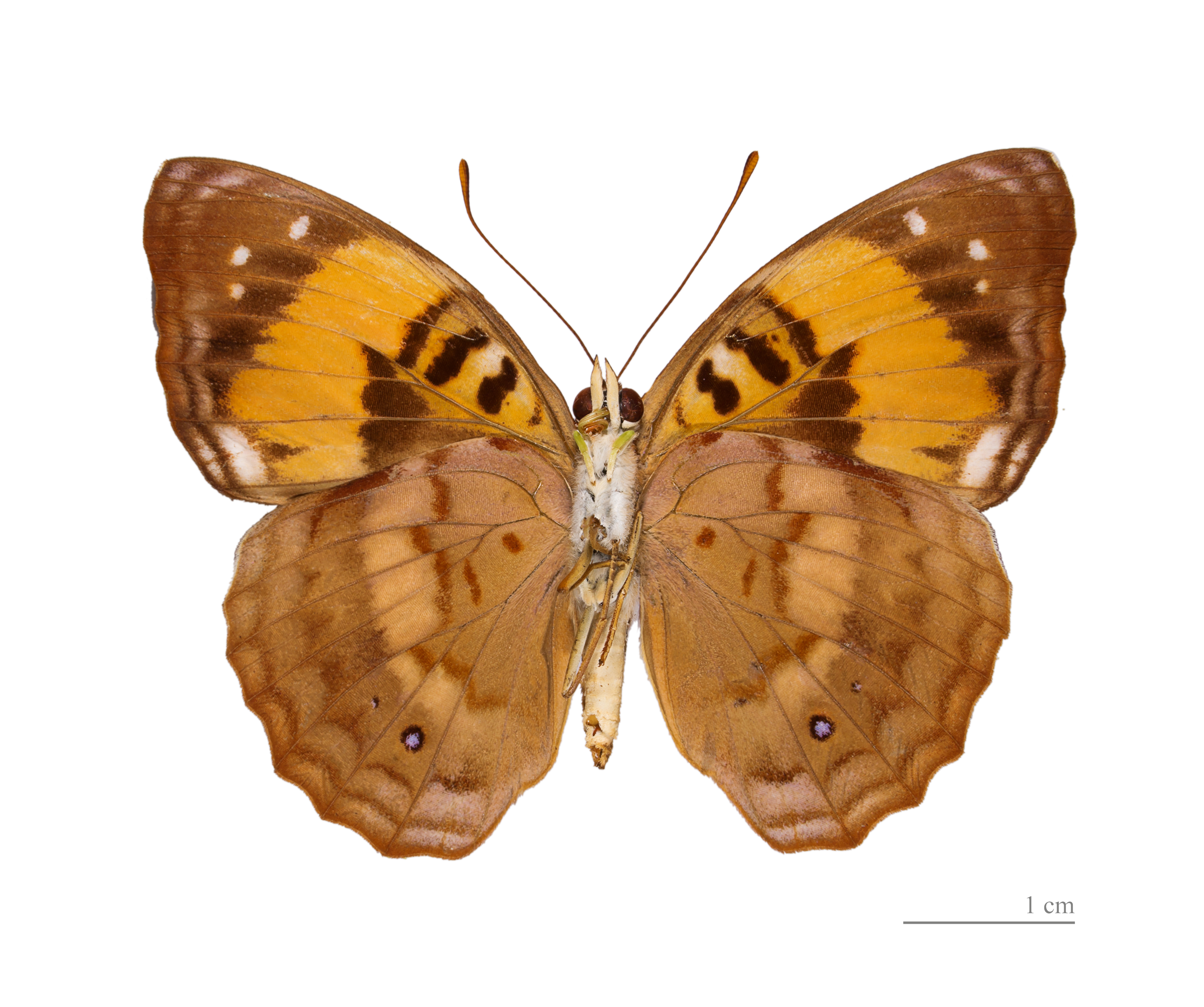
Unterseite Weibchen
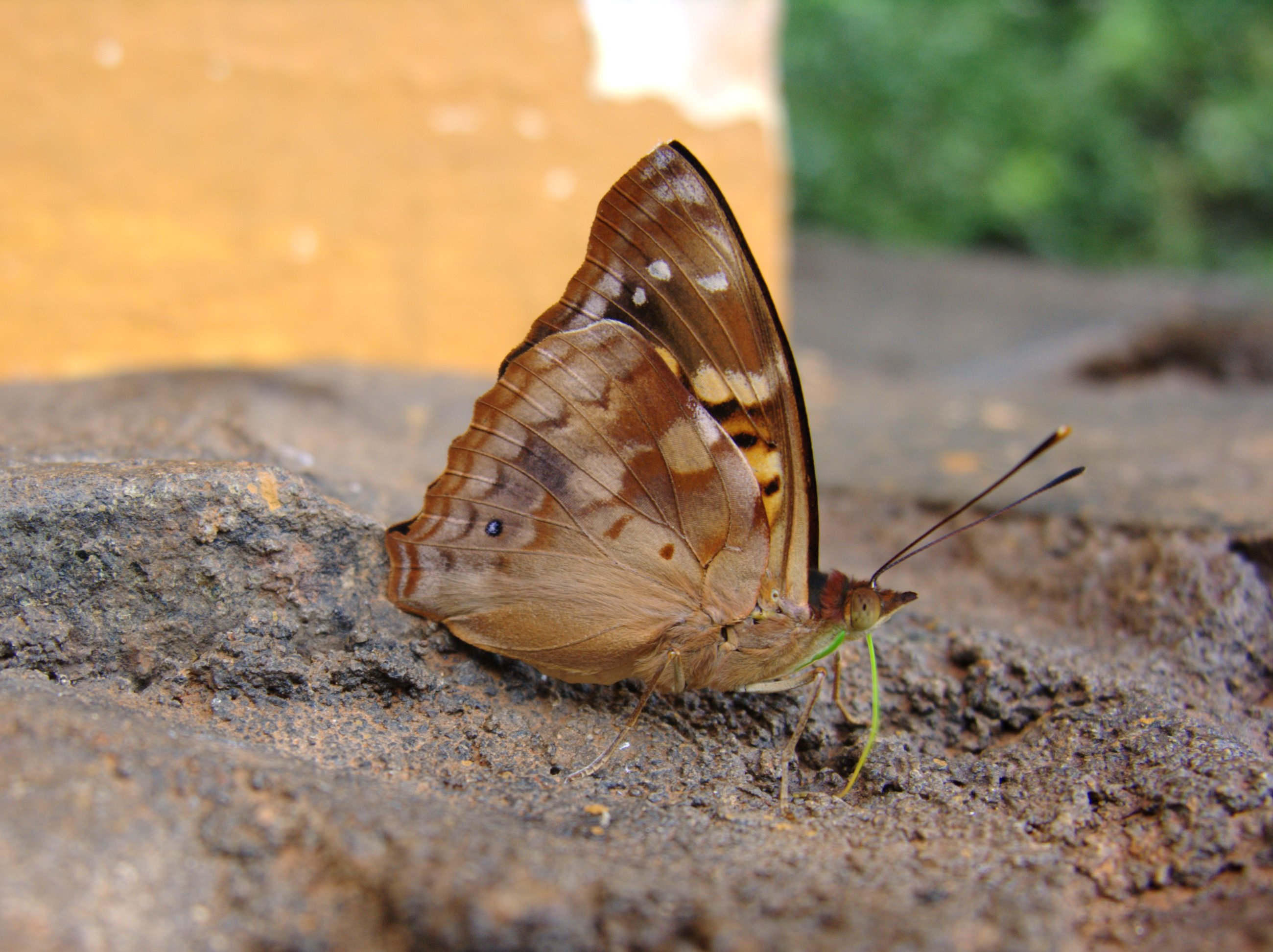
Unterseite Männchen
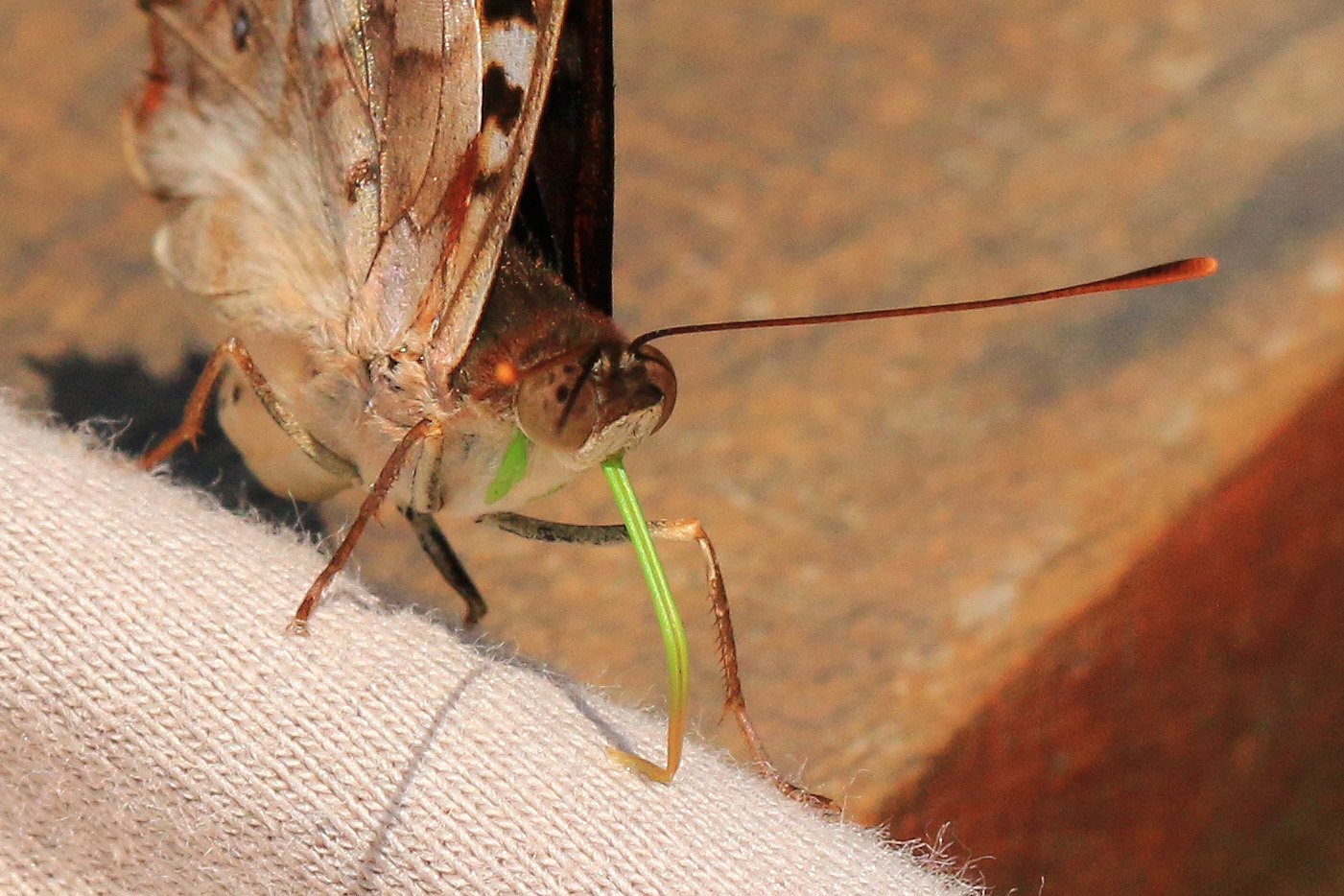
Saugrüssel

## Verbreitung, Unterarten und Lebensraum
Neben der im Norden Brasiliens, in Guyana und Surinam vorkommenden Nominatform Doxocopa agathina agathina ist eine weitere Unterart bekannt:
- Doxocopa agathina vacuna (Godart, 1824), im Bundesstaat Rio de Janeiro sowie in Paraguay.

Die Art besiedelt hauptsächlich Regenwälder vom Flachland bis in eine Höhe von 1200 Metern.

## Lebensweise
Die Männchen fliegen gerne in der Sonne an Waldrändern oder ausgetrockneten Flussbetten. Sie saugen zuweilen an feuchten Erdstellen, überreifen Früchten, Aas oder Exkrementen. Die Weibchen halten sich nahezu ständig in den Baumkronen auf. Die Raupen ernähren sich von den Blättern von Zürgelbäumen (Celtis).